# Voerdal

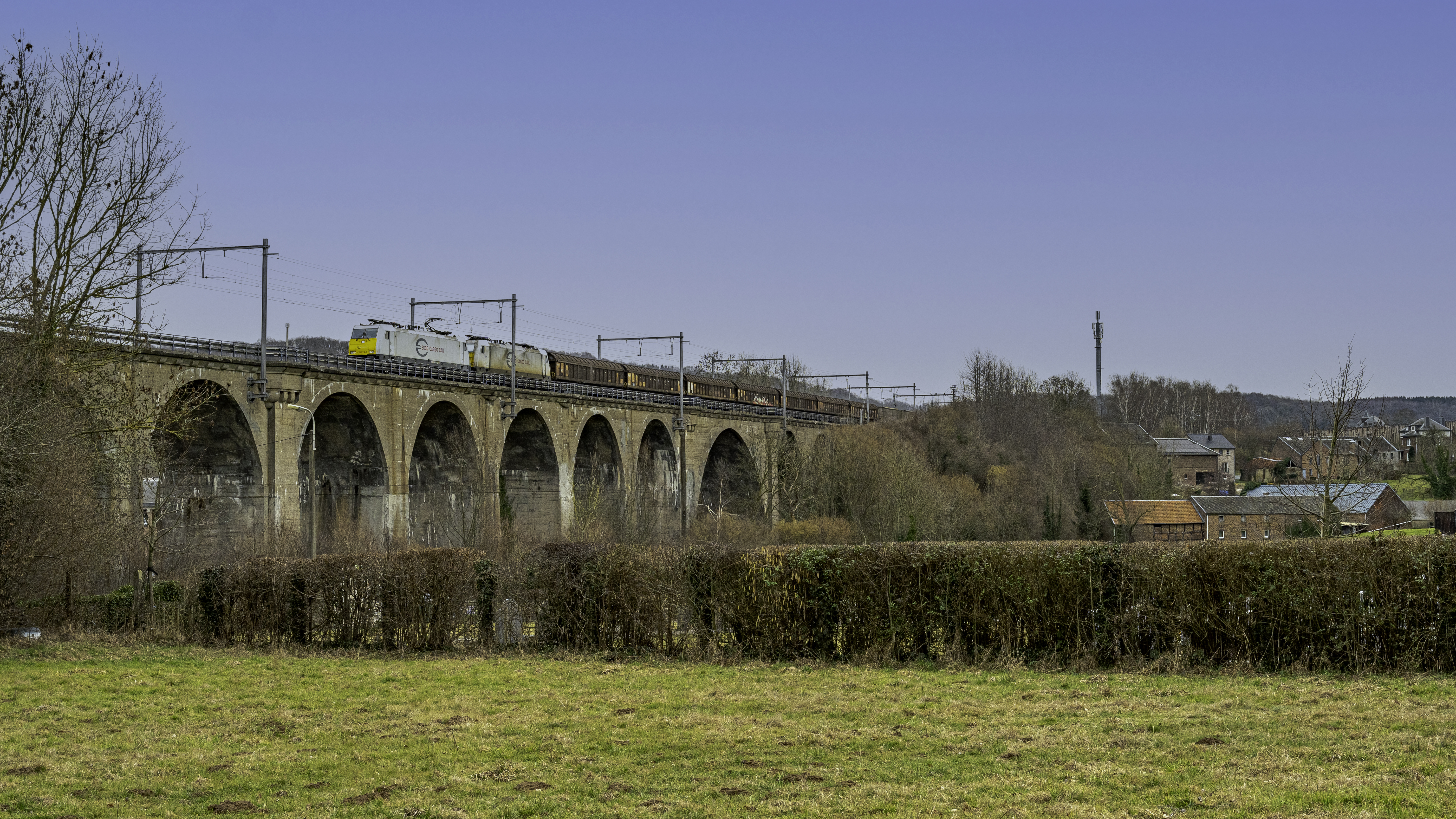
Viaduct van Sint-Martens-Voeren dat het Voerdal overbrugt

Het Voerdal is een dal in de Voerstreek in de Belgische gemeente Voeren en de Nederlandse gemeente Eijsden-Margraten. Het dal vormt het stroomgebied van het riviertje de Voer en haar zijrivieren.
Door het oostelijke deel van het dal loopt de Spoorlijn 24 met hier het Viaduct van Sint-Martens-Voeren en de Tunnel van Veurs.

## Geografie
Het dal heeft een lengte van ongeveer tien kilometer en strekt zich uit van het hoger gelegen Veurs in het oosten naar Mesch in het westen. In het westen mondt het dal ten westen van Mesch uit in het Maasdal. In het noorden wordt het dal begrensd door het Plateau van Margraten, waarbij de zijdalen Horstergrub en Noordal diep insnijden op het plateau. In het oosten wordt het dal begrensd door de heuvelrug die de verbinding vormt tussen het Plateau van Margraten en het Plateau van Herve met hierop het Veursbos. In het zuiden wordt het Voerdal begrensd door het Plateau van Herve, waarin verschillende dalen diep insnijden.
Op de hellingen van het dal liggen verschillende bossen, waaronder het Broekbos in het noorden, Veursbos in het oosten en het Vrouwenbos en Alsbos in het zuiden.

## Plaatsen in het dal
Van oost naar west liggen de volgende dorpen en gehuchten in het Voerdal:
- Veurs
- Peerds
- Drink
- Swaan
- Sint-Pieters-Voeren
- Knap
- Berg
- Sint-Martens-Voeren
- Schophem
- Ketten
- 's-Gravenvoeren
- Mesch